# Annemie Fontana

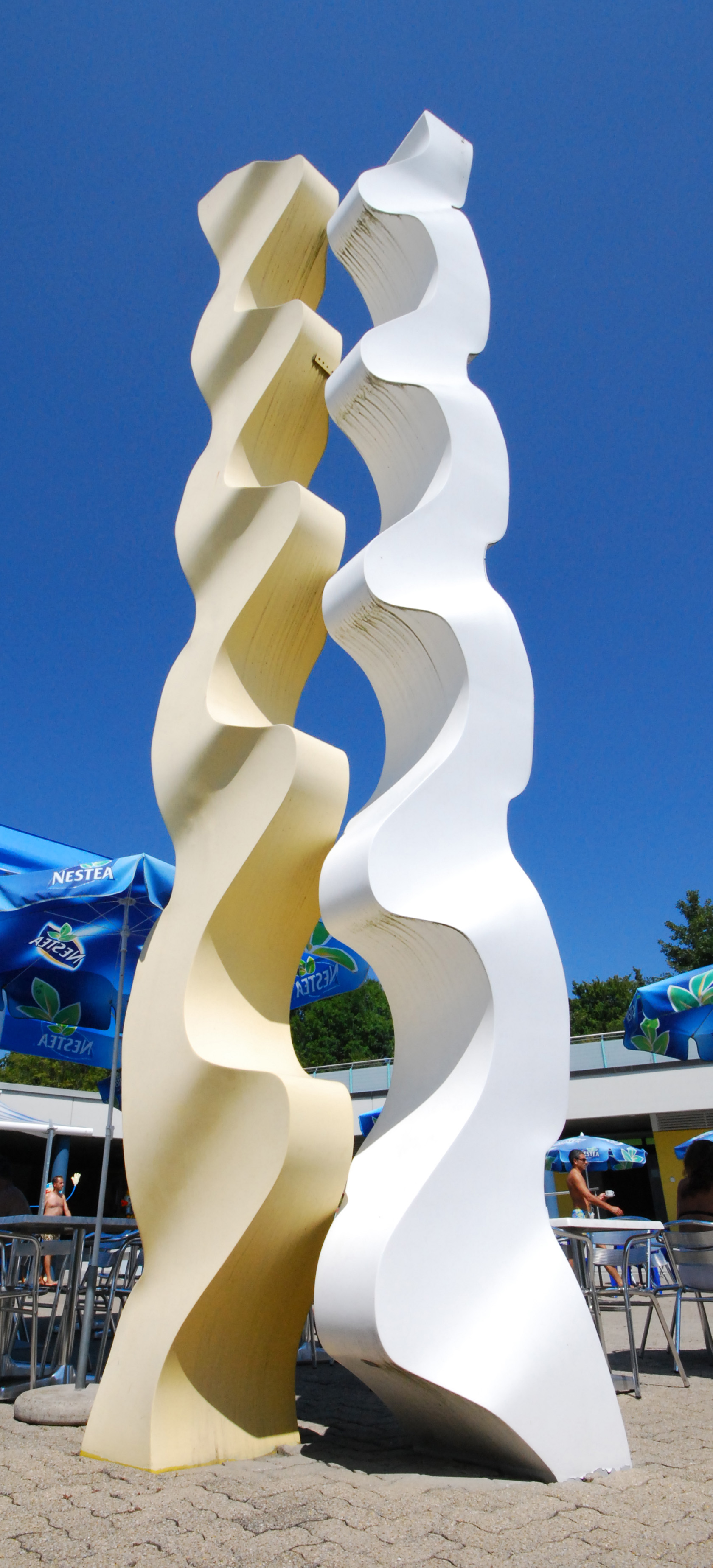
Stele aus «Sitzwellen» im Schwimmbad Zumikon

Annemie Fontana (* 14. Dezember 1925 in Versoix, Kanton Genf; † 25. Oktober 2002 in Zürich), eigentlich Anne-Marie Jacqueline Fontana, war eine Schweizer Künstlerin und Bildhauerin. Sie wurde von Alois Carigiet entdeckt und gefördert.

## Leben

### Geburt
Annemie Fontana war die Tochter des Kunstmalers Alois Fontana. Kurz nach ihrer Geburt zog die Familie nach Zürich.

### Ausbildung und berufliche Karriere
Von 1941 bis 1944 absolvierte Annemie Fontana widerwillig eine Schneiderinnen-Lehre im Haute-Couture-Atelier von Gaby Jouval. Diese Ausbildung sollte ihr ein sicheres Einkommen ermöglichen. Gleich anschliessend genoss sie von 1944 bis 1950 eine Ausbildung als Keramikerin bei der Firma Gebrüder Müller in Luzern. Sie arbeitete daraufhin zwei Jahre lang für einen Architekten als Modellbauerin.

### Künstlerische Karriere
Bereits nach der Ausbildung 1950 bezog Annemie Fontana ihr erstes Atelier in der «Alten Mühle» an der Mühlebachstrasse und bildete sich dort bis 1955 autodidaktisch in Bildhauerei weiter. Seit 1951 nahm sie bei den Weihnachtsausstellungen im Helmhaus teil.
1954 stellte sie Plastiken in der Galerie 16 aus. 1956 bekam sie ein eidgenössisches und 1958 ein Stadtzürcher Stipendium. 1958 nahm sie an der Ausstellung «Junge Zürcher Künstler» teil. Nach den Plänen und unter der Leitung von Alois Carigiet fertigte sie während zwei Jahren ein Wandmosaik in der Technischen Berufsschule Zürich an. Dafür sammelte sie selbständig Steine und schliff sie zurecht. Es war die erste Arbeit als Künstlerin, die ihr vollständig den Lebensunterhalt sicherte.
Daraufhin verabschiedete sie sich von ihrem Hauptberuf als Schneiderin und verkaufte entschlossen ihre Nähmaschine. Es folgten Ausstellungen an diversen Orten in der Schweiz. 1962 erhielt sie ein Stipendium des Kantons Zürich.
Einzelausstellungen und Gruppenausstellung hatte sie vor allem in der Gegend von Zürich und einige in der übrigen Schweiz. Sie war zudem vertreten an einigen internationalen Gruppenausstellungen in Florenz (1967), Den Haag (1968), Tel Aviv (1972), Haifa, Jerusalem, Budapest, Antwerpen (1973), Lindau (1977) und nochmals Budapest (1978). Seit 1976 war sie Mitglied der Sektion Zürich der GSMBA.
Zu ihren Werken gehören unter anderem Tierplastiken, abstrakte Polyester-Skulpturen («Phantome» genannt), grosse Skulpturen aus Metall und Polyester, Metallköpfe sowie bildliche Werke wie Graphiken und Siebdrucke.

### Tod
Sie starb am 25. Oktober 2002 in Zürich.

## Werke (Auswahl)
- 1964  «Wasserorgel» (Brunnen) beim Montalin-Schulhaus Chur
- 1969  Überbauung Döltschihalde, Zürich
- 1969–1972 «Sirius» (Brunnen) auf dem Escher-Wyss-Platz, Zürich
- 1969–1972 «Sitzmuschel» im Schwimmbad Mythenquai, Zürich
- 1974 «Sunrise» (Skulptur) beim Sportplatz Hardhof, Zürich
- 1974 «Sitzwellen» im Schwimmbad Zumikon
- 1980–1983 «Durchschritt» (Skulptur) in der Kantonsschule Bülach
- 1995–1996 «Sesam-Tür und Bronzeplastik» im Widder Hotel, Zürich

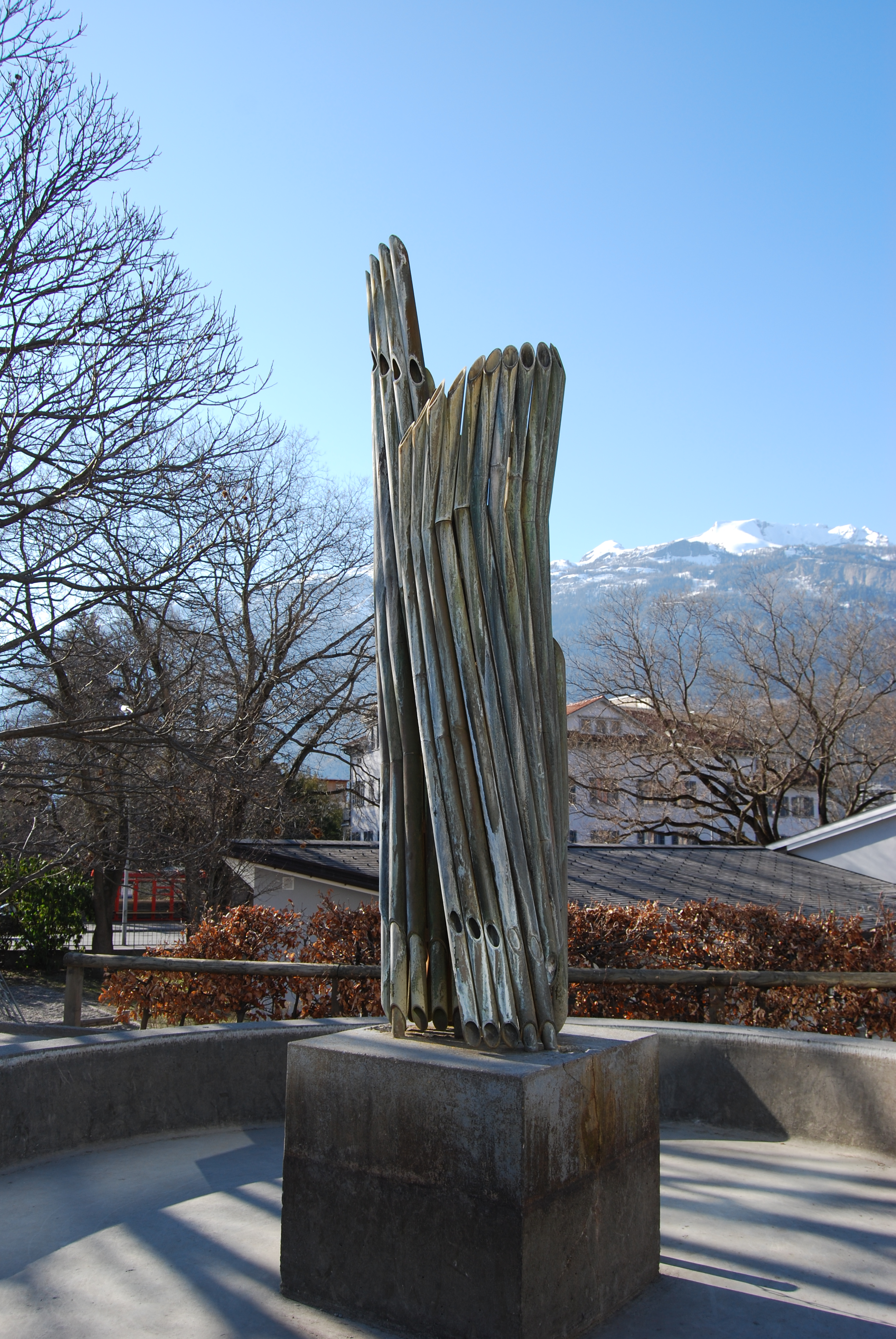
«Wasserorgel» beim Montalin-Schulhaus Chur
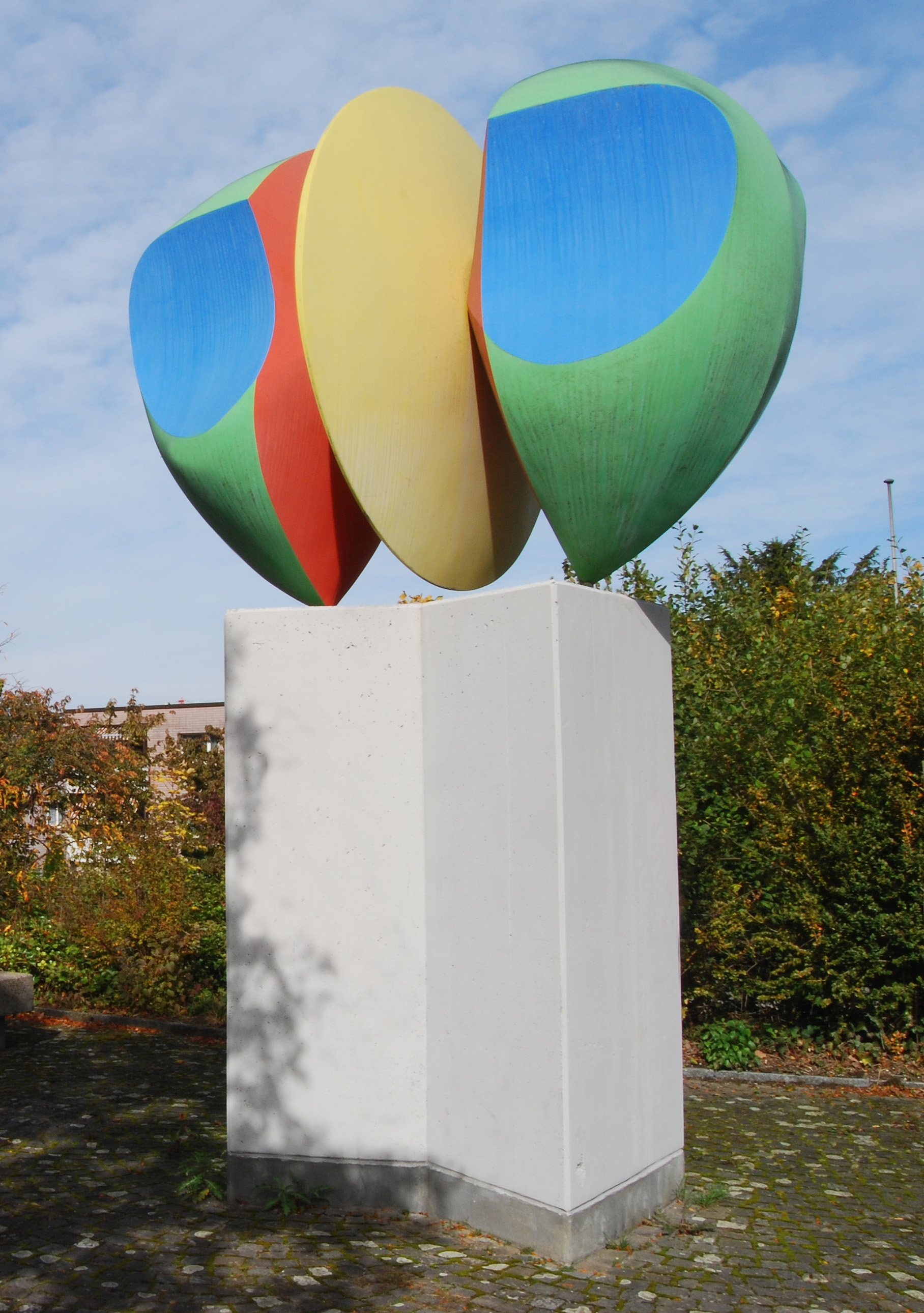
Skulptur Döltschihalde
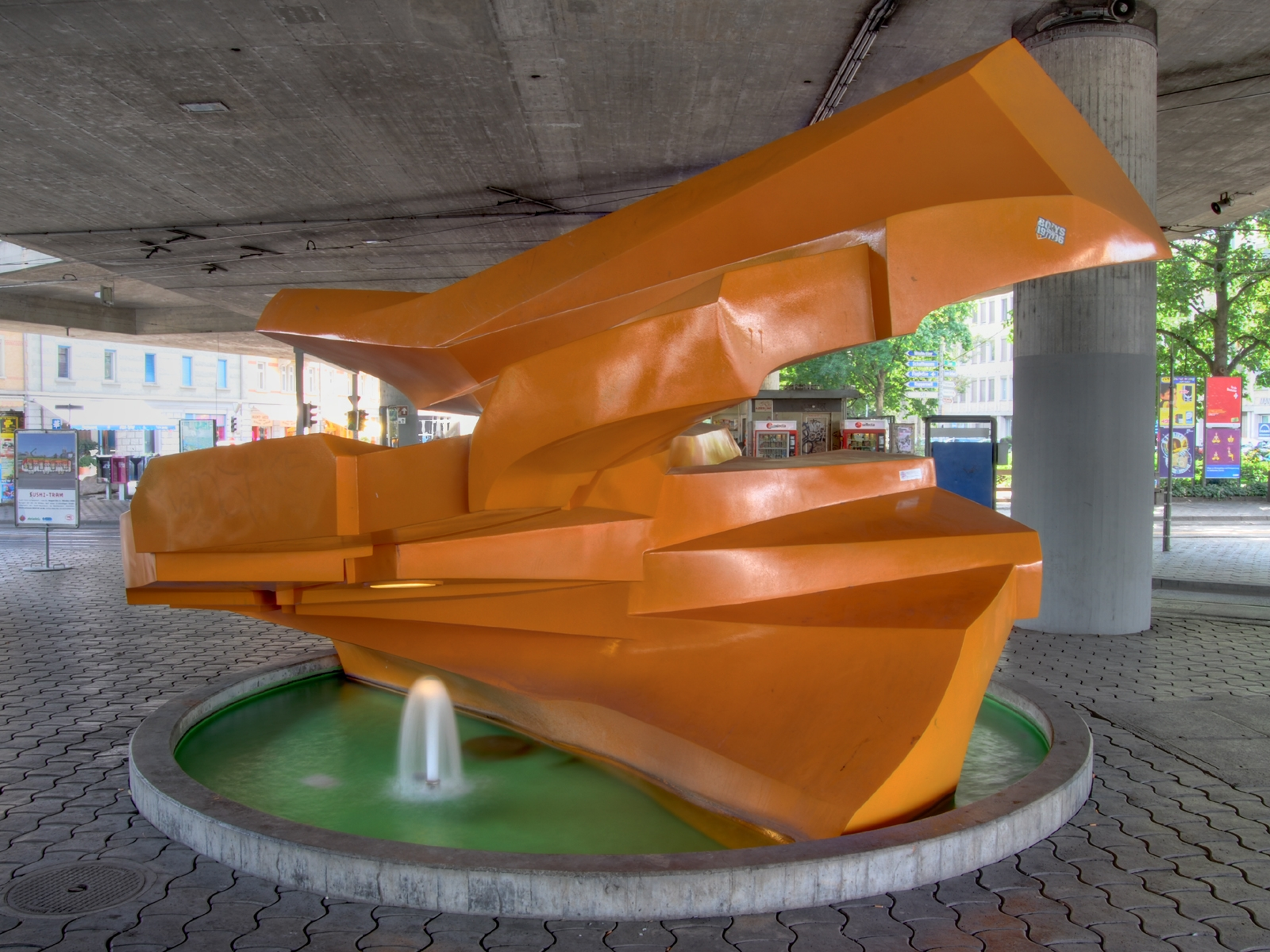
Brunnen «Sirius» am alten Standort auf dem Escher-Wyss-Platz
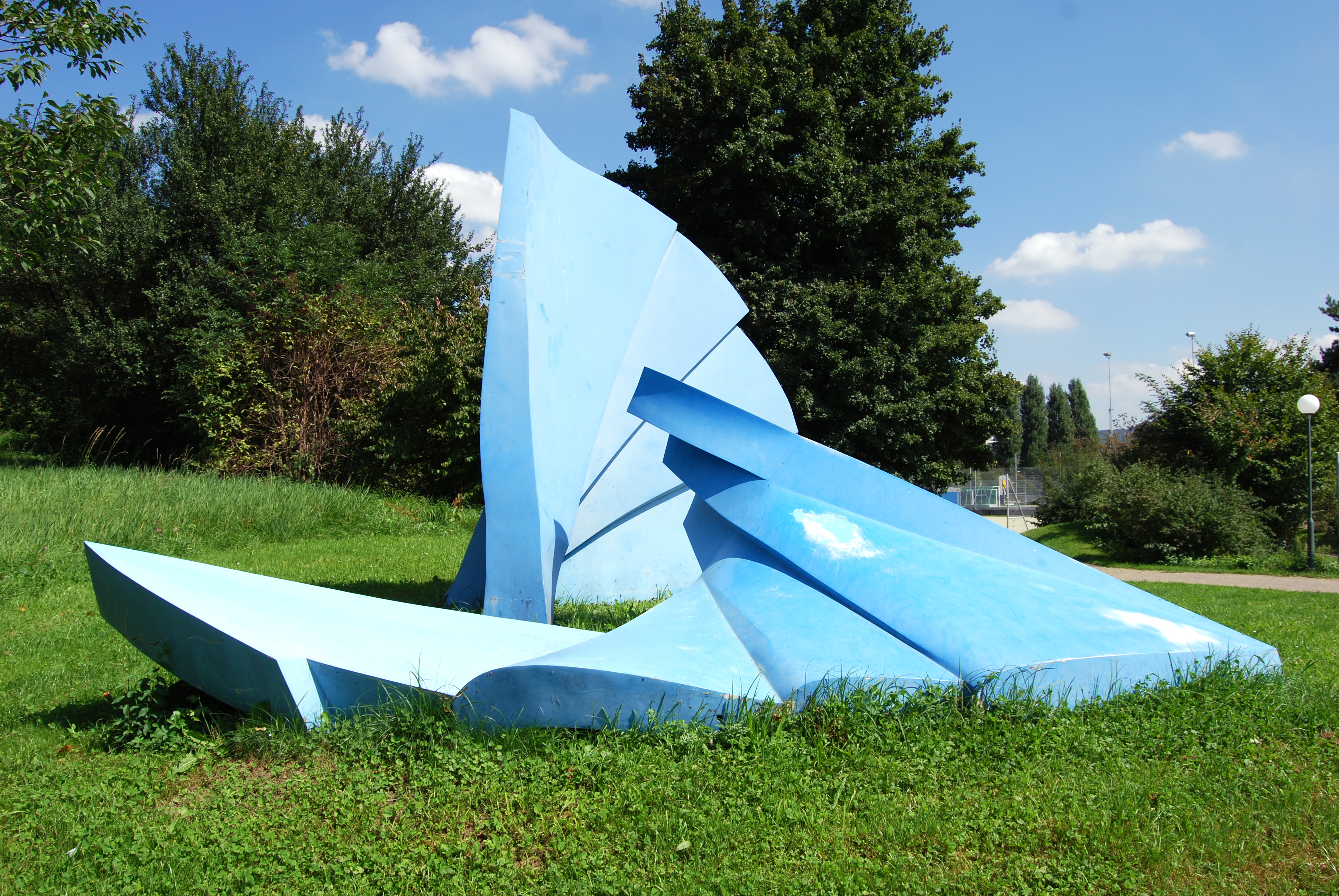
«Sunrise», Gegenplastik zu «Sirius» beim Sportplatz Hardhof
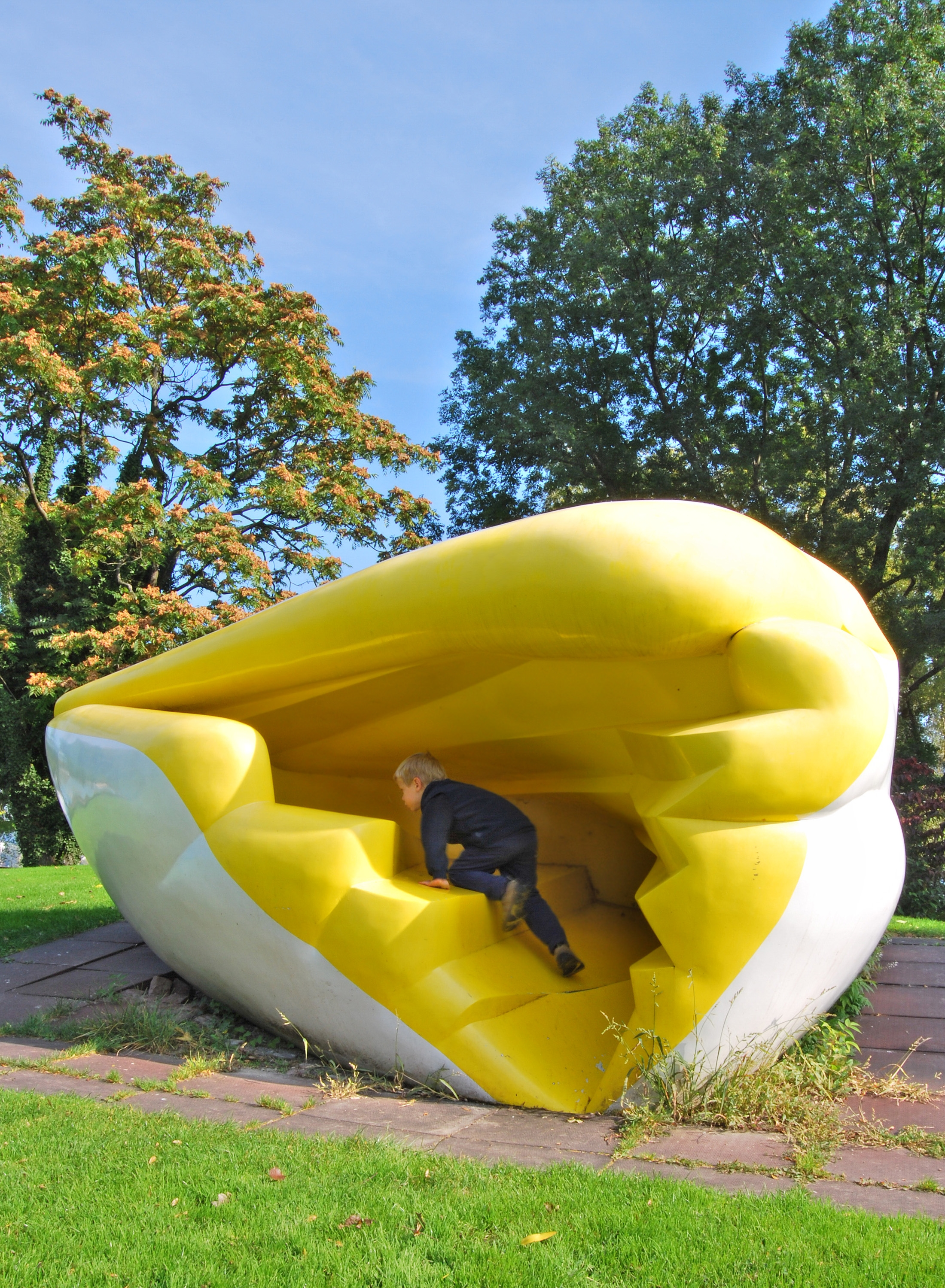
«Sitzmuschel» im Strandbad Mythenquai
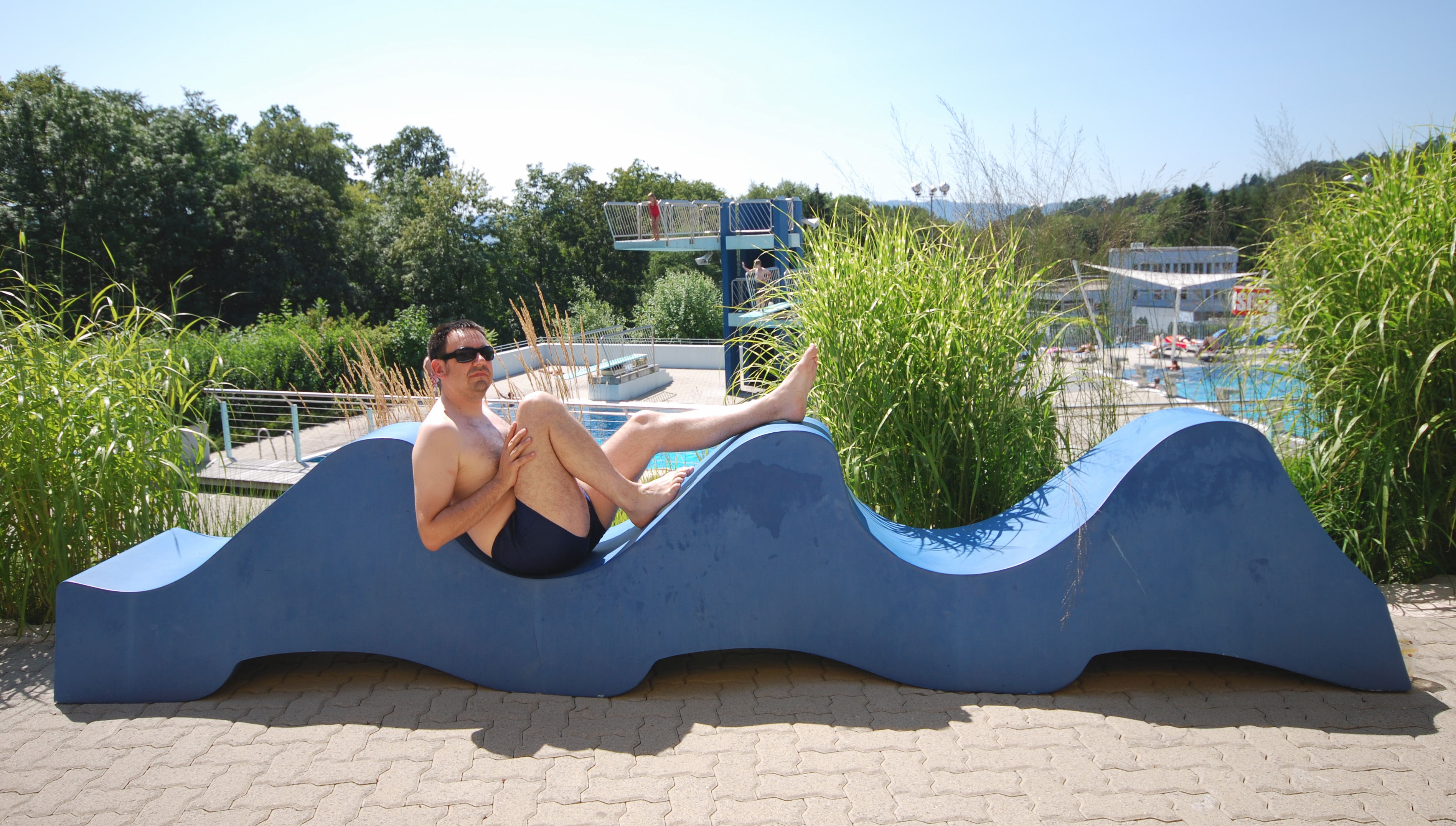
«Sitzwelle»
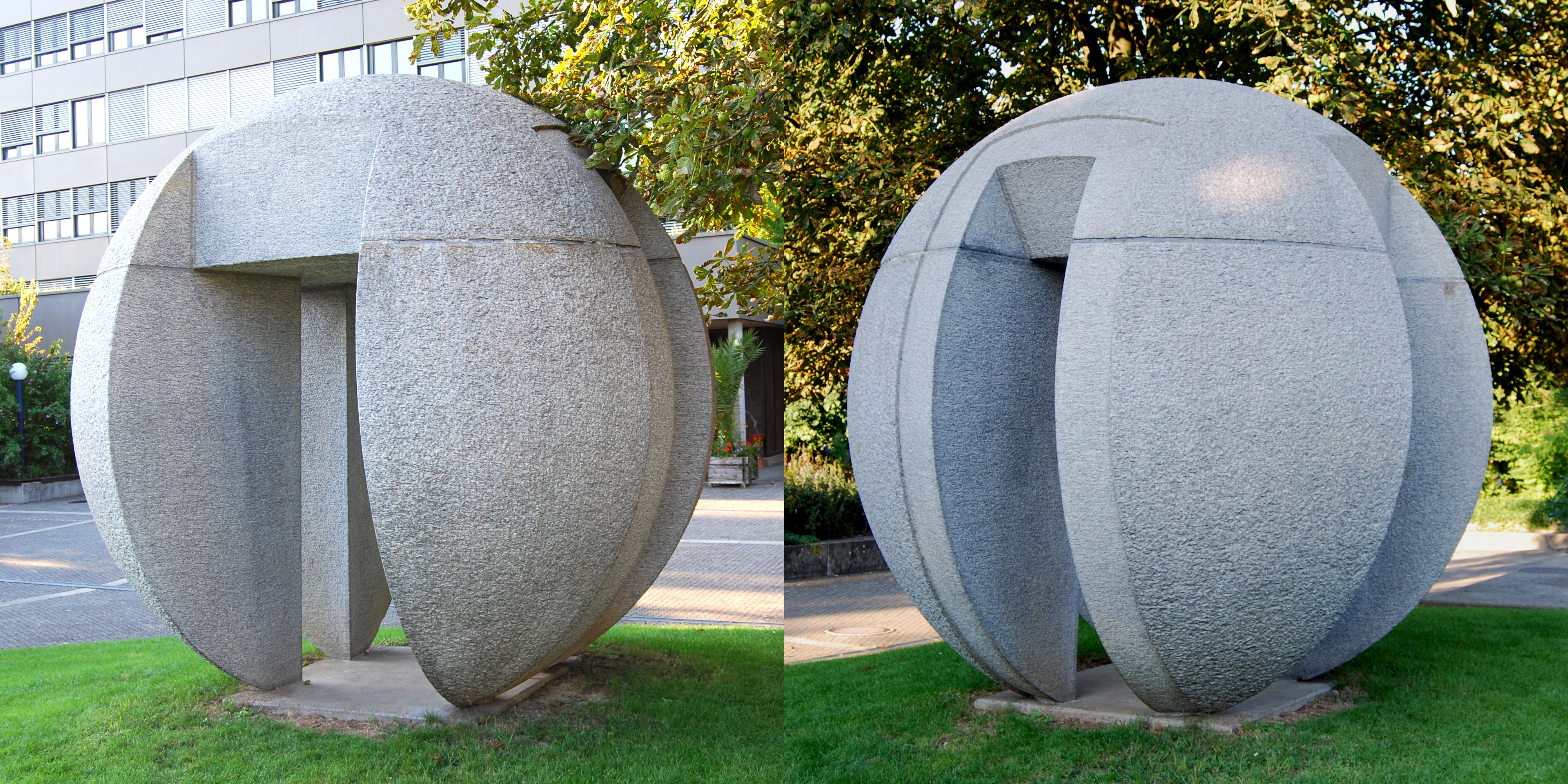
«Durchschritt» bei der Kantonsschule in Bülach

### «Wasserorgel»
1963 gewann Annemie Fontana den ersten Preis eines Kunst-am-Bau-Wettbewerbes und erhielt den Auftrag zur Realisierung eines Brunnens beim Schulhaus Montalin in Chur. Dies war das erste realisierte Projekt eines öffentlichen Werkes der Künstlerin.
Die 1964 errichtete «Wasserorgel» ist eine Brunnenplastik im Zentrum des Schulhausplatzes. Die Skulptur besteht aus zwei vertikalen und unterschiedlich leicht geknickten Messingröhrenbündel. Die Bündel fächern oben ein wenig auseinander und in der Mitte spriesst eine Wasserfontäne hervor. Die Skulptur steht auf einem Sockel in einem grossen kreisförmigen Wasserbecken und erreicht dadurch eine Höhe von 3,5 Meter.
Koordinaten: 759883 / 191545

### Skulptur in der Döltschihalde
Die erste öffentliche Arbeit in Zürich, datiert 1969, steht in der Überbauung Döltschihalde (Hausnummern 20–26). Es handelt sich um eine Polyester-Plastik auf einem Sockel, welcher auf einem kleinen Platz steht, der inoffiziell als «Köbi Kuhn Platz WM 2006» bekannt ist. Die Plastik besteht aus einer gelben, aufrecht stehenden Scheibe, welche durch zwei symmetrische, halbtropfenförmige und auf der Tropfenspitze stehenden Körper flankiert ist. Diese haben auf der Innenseite eine rote und auf der Aussenseite eine grüne Farbe. Die halbtropfenförmigen Körper haben zusätzlich nach vorne und hinten, zu 90 Grad zur Rotationsachse versetzte Einbuchtungen in einer blauen Farbe.
Koordinaten: 680017 / 246426

### «Sirius»
- Siehe: Sirius (Brunnen)

Sirius ist ein Brunnen von Annemie Fontana. Er ist eines der bekanntesten Werke der Künstlerin. Der Brunnen stand ehemals auf dem Escher-Wyss-Platz in Zürich und wurde von ihr für diesen Platz entworfen. Am 18. März 2009 wurde die Brunnenskulptur abmontiert. Im Oktober und November 2012 wurde sie vor dem Hallenstadion wieder errichtet.

### «Sitzmuschel»
Für das Strandbad Mythenquai in Zürich entwickelte Annemie Fontana eine begehbare «Sitzmuschel» aus Polyester. Diese an die Natur angelegte Form erscheint den Besuchern als eine vergrösserte Muschel, obwohl es sich um eine sehr abstrahierte Form handelt. Sie ist in der Nähe des Kleinkinderbeckens aufgestellt und ist drei Meter hoch. Aussenseitig ist die Skulptur weiss und hat ein gelbes treppenförmiges Inneres und ist kinderbeckenseitig geöffnet. Anlässlich des Neubaus des Kinderbereiches in den Jahren 2002 bis 2004 wurde die Skulptur renoviert und optisch in die Gestaltung integriert, um ihr noch mehr Geltung zu geben.
Koordinaten: 682837 / 245270

### «Sunrise»
«Sunrise» ist eine 1974 errichtete Gegenplastik zur «Sirius»-Skulptur. Sie besteht aus der wiederverwendeten Negativform der Brunnenplastik. Das Kunstwerk wird aus zwei unabhängigen treppenartigen Flügeln aus einem satten und dunklen cyanfarbigem Polyester mit einer Gesamtbreite von sechs Metern gebildet. Ein Flügel liegt am Boden, der andere ist aufrecht aufgestellt. Die Skulptur steht neben den Tennisplätzen des Sportplatzes Hardhof in Zürich.
Koordinaten: 680101 / 249976

### «Sitzwellen»
Für die Badeanstalt Juch in ihrer Heimatgemeinde Zumikon gestaltete Annemie Fontana zwischen 1972 und 1974 mehrere blaue und cyanfarbene «Sitzwellen». Es handelt sich dabei um wellenförmige Sitzgelegenheiten mit je zwei oder vier Vertiefungen, die in der Badeanstalt nahe der Schwimmbecken und Kleinkinderbassins aufgestellt wurden. Aus denselben Wellen gestaltete sie zusätzlich eine Doppelstele. Sie besteht aus zwei ineinander greifende, 7,2 Meter hohen Wellen, die neben dem Restaurant aufgestellt wurde. Die eine Welle hat eine beige und die andere eine weisse Farbe.
Koordinaten: 689328 / 243008

### «Durchschritt»
Annemie Fontana erhielt den Auftrag eine Skulptur auf dem Areal der von Hans Knecht erbauten Kantonsschule Zürcher Unterland in Bülach aufzustellen. Die Skulptur «Durchschritt» ist eine 35 Tonnen schwere Granit-Kugel, die auf einem Rasenhügel platziert wurde. Die begehbare Kugel ist kreuzförmig durchbrochen und hat so zwei gedeckte Gänge. Ihre Gestaltungszeit dauerte von 1980 bis 1983.
Die Kugel ist Symbol für ein beklemmendes Erlebnis in der Schulzeit von Annemie Fontana im Schulhaus Letten in Zürich. Sie sass jeweils eine Zeit lang unter dem Relief des gedeckten Schulhauseingangs, bis sie es wagte, in die Schule einzutreten. Das Kunstwerk ist nun Sinnbild für dieses transzendentale Erlebnis. Die Kugel ist das Symbol für die Welt der Künstlerin und fordert den Besucher auf, in dieser Welt den Übertritt von der privaten, geschützten Welt in die öffentliche Schulwelt zu vollziehen, wie das Annemie Fontana in ihrer Schulzeit täglich erleben musste.
Koordinaten: 683564 / 263606

### «Sesam-Tür und Bronzeplastik»
Die «Sesam-Tür und Bronzeplastik» ist ein Diptychon bestehend aus zwei übereinander gehängten metallischen Bildern mit dreidimensionaler geometrischer Gestaltung. Das eine Bild erscheint wie das kopfüber aufgehängte Negativ des anderen Bildes. In der Bildmitte liegt ein Quadrat an der kürzeren Parallelseite eines gleichschenkligen Trapezes. Diese liegen auf drei Rechteckebenen, die so eine flache Stufenpyramide bilden, welche bei einem Bild in die Höhe und beim anderen Bild in die Tiefe geht. Das Diptychon befindet sich im Eingangsbereich des Widder Saals.
Koordinaten: 683173 / 247435

## Fontana-Gränacher-Stiftung
Annemie Fontana legte testamentarisch fest, dass nach ihrem Ableben eine Stiftung für förderungswürdige Künstlerinnen eingerichtet werden soll. Die Stiftung wurde im Frühjahr 2003 ins Handelsregister eingetragen und unterstützt die Arbeit der Künstlerinnen mit einem jährlichen Kunstpreis in der Höhe von 20'000 Schweizer Franken. Es werden nur Künstlerinnen ausgezeichnet, die Mitglied der SGBK Schweizerische Gesellschaft Bildender Künstlerinnen oder von visarte berufsverband visuelle kunst-schweiz sind.